# Pinus monophylla
Il pino ad ago singolo (Pinus monophylla Torr. & Frém.) è un albero appartenente alla famiglia delle Pinaceae.

## Descrizione

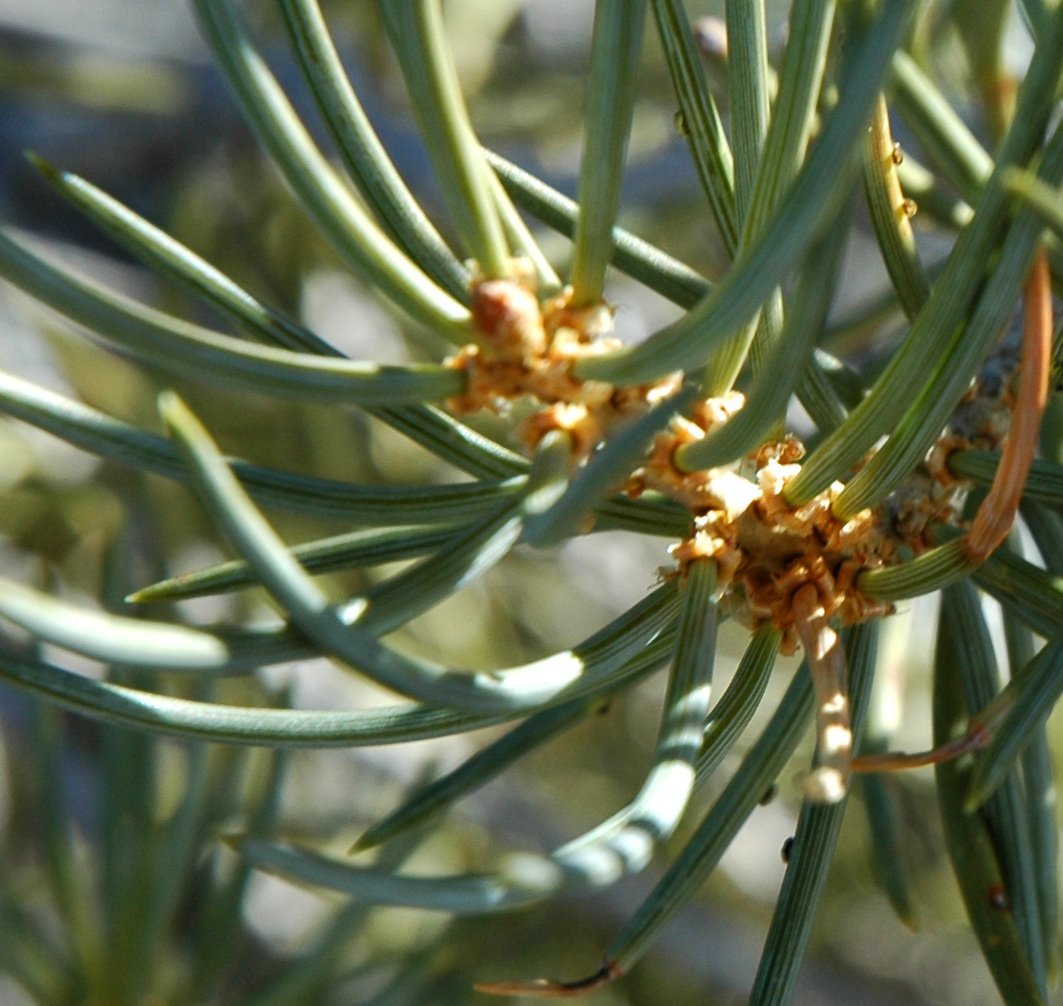
Foglie

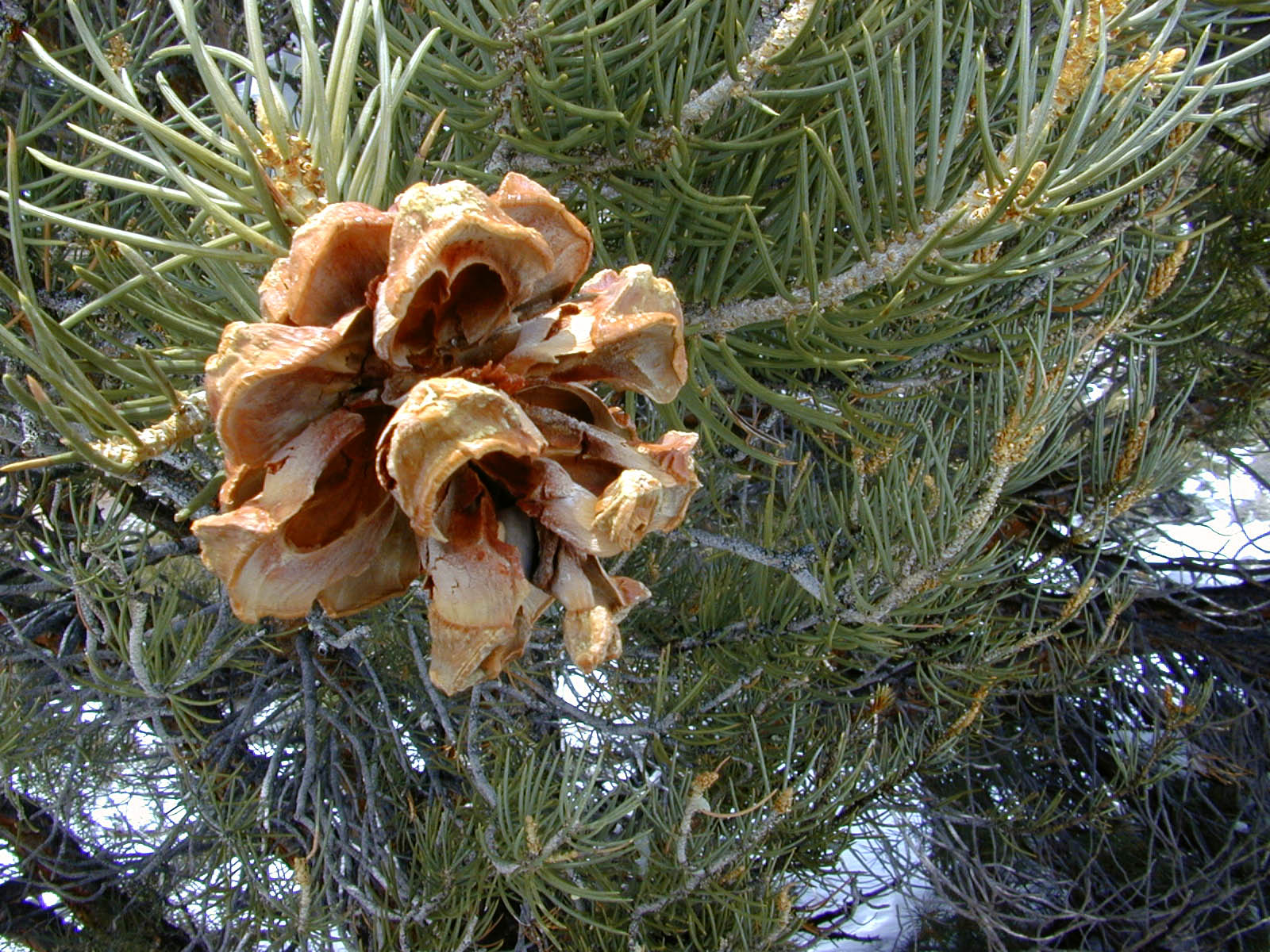
Cono maturo

### Portamento
Il portamento è arboreo; può raggiungere i 15 metri d'altezza. La forma è a cono largo.

### Corteccia
La corteccia è grigia e presenta delle strette fessure.

### Foglie
Le foglie sono aghiformi e misurano circa 5 cm di lunghezza. Sono singole, piuttosto appuntite e rigide, leggermente incurvate. Il loro colore può essere grigio-verde o blu-verde, e sono portate da rametti di colore arancione.

### Strobili
Gli strobili, dapprima verdi, poi di colore grigio-marrone una volta maturi, sono lunghi fino a 5,5 cm circa.

### Fiori
I fiori femminili sono rossi mentre quelli maschili gialli; sono raggruppati in grappoli sui rami giovani e compaiono all'inizio dell'estate.

## Distribuzione e habitat
Il pino ad ago singolo è originario del Messico settentrionale e degli Stati Uniti sudoccidentali (Arizona, California, Idaho, Nevada, Utah, Colorado, Nuovo Messico).
È diffuso prevalentemente sui pendii aridi dei rilievi rocciosi.